# Giải quần vợt Wimbledon 1889 - Đơn nữ
Blanche Hillyard đánh bại Lena Rice 4–6, 8–6, 6–4 trong All Comers' Final để giành chức vô địch Đơn nữ tại Giải quần vợt Wimbledon 1889. Đương kim vô địch Lottie Dod không bảo vệ danh hiệu.

## Kết quả

### Từ viết tắt
| - Q = Vòng loại - WC = Đặc cách - LL = Thua cuộc may mắn - Alt = Thay thế - SE = Miễn đặc biệt | - PR = Bảo toàn thứ hạng - w/o = Thắng nhờ đối thủ rút lui trước trận đấu - r = Bỏ cuộc giữa trận đấu - d = Bị xử thua - SR = Xếp hạng đặc biệt |

### All Comers'
|  | Tứ kết           | Tứ kết           | Tứ kết | Tứ kết | Tứ kết |  |  | Bán kết          | Bán kết          | Bán kết          | Bán kết          | Bán kết |   |   | Chung kết | Chung kết | Chung kết | Chung kết | Chung kết |  |
|  |                  |                  |        |        |        |  |  |                  |                  |                  |                  |         |   |   |           |           |           |           |           |  |
|  |                  |                  |        |        |        |  |  | Lena Rice        | Lena Rice        | 6                | 6                |         |   |   |           |           |           |           |           |  |
|  | May Jacks        | May Jacks        | 6      | 6      |        |  |  | May Jacks        | May Jacks        | 2                | 0                |         |   |   |           |           |           |           |           |  |
|  | Mary Steedman    | Mary Steedman    | 4      | 2      |        |  |  |                  |                  |                  |                  |         |   |   | Lena Rice | Lena Rice | 6         | 6         | 4         |  |
|  | Blanche Hillyard | Blanche Hillyard | 6      | 6      |        |  |  |                  |                  | Blanche Hillyard | Blanche Hillyard | 4       | 8 | 6 |           |           |           |           |           |  |
|  | Annie Rice       | Annie Rice       | 3      | 0      |        |  |  | Blanche Hillyard | Blanche Hillyard | 8                | 6                |         |   |   |           |           |           |           |           |  |
|  |                  |                  |        |        |        |  |  | Bertha Steedman  | Bertha Steedman  | 6                | 1                |         |   |   |           |           |           |           |           |  |